# عريضاويات الأجنحة
عريضاويات الأجنحة (الاسم العلمي: Eurypteridae)، هي فصيلة منقرضة من عريضات الأجنحة التي عاشت في العصرين السيلوري والديفوني. الفصيلة هي واحدة من ثلاث فصائل موجودة في الفصيلة العُليا عريضانيات الأجنحة (جنبًا إلى جنب مع طويلات الأجنحة ومفصصات الأجنحة)، والتي تعد بدورها واحدة من الفصائل العليا المصنفة ضمن رتيبة عريضاوات الأجنحة. تشتمل الفصيلة على جنسين، Erieopterus وعريضة الأجنحة.